# 聖馬可和聖托達洛柱
聖馬可和聖托達洛柱 (義大利語：Colonne di San Marco e San Todaro)是位於義大利威尼斯聖馬可廣場的兩個立柱。兩個柱子中的其中一個柱頂是聖托達洛，另一個是威尼斯狮子。

## 圖片
- 聖馬可柱 （左）和聖托達洛柱（右）
- 獅子
- 聖托達洛